# Jorge Bosch
Jorge Bosch Domínguez (Madrid 27 de febrero de 1967) es un actor español.

## Biografía
Empezó la carrera de Derecho, pero un procurador le recomendó que estudiase Interpretación.

## Filmografía
- Last Summer in the Hamptons (1995), de Henry Jaglom.
- Flash-back (El apartamento) (1996), de Gilles Mimouni.
- Bajo C , de Rafa Gómez (corto).
- La decisión de Machín (1997), de Julio César Fernández (corto).
- Cuemaster (1997), de Enrico Coletti.
- No sé, no sé (1998), de Aitor Gaizka (corto).
- Perdón, perdón (1998), de Manuel Ríos San Martín.
- Solo en la Buhardilla ([1997]), de Miguel Ángel Rodríguez de Cía (corto).
- Los lobos de Washington (1999), de Mariano Barroso.
- Terca vida (2000), de Fernando Huertas.
- One of the Hollywood Ten (2000), de Karl Francis.
- Leo (2000), de José Luis Borau.
- Sólo por un tango (2000), de Toni Bestard y Adán Martín (corto).
- Amarantado (2000), de Lino Escalera (corto).
- Gente pez (2001), de Jorge Iglesias.
- Punto de mira (2001), de Karl Francis.
- Dos más (2001), de Elias Leon Siminiani (corto).
- El apagón (2001), de José María Caro (corto).
- Nada que perder (2001), de Rafa Russo (corto).
- Valentín (2002), de Juan Luis Iborra.
- Semana Santa (2002), de Pepe Danquart.
- No dejaré que no me quieras (2002), de José Luis Acosta.
- Looking for Chencho (2002), de Kepa Sojo (corto).
- ¿Dónde está? (2002) (TV), de Juan Carlos Claver .
- Utopía (2003), de María Ripoll.
- The Pink House (2003), de Tessa Blake y Ian Williams.
- Mi casa es tu casa (2003), dirigida por Miguel Álvarez
- Desayunar, comer, cenar, dormir (2003), de Lino Escalera (corto).
- Flores para Maika (2003), de Andreu Castro (corto).
- Canciones de invierno (2004), de Félix Viscarret (corto).
- Eduard y el resto (2005), de Iñaki San Román.
- La caja Kovak (2006), de Daniel Monzón.
- Cándida (2006), de Guillermo Fesser.
- The Lost (2007), de Bryan Goeres y Christian Moriarty.
- La soledad (2007), de Jaime Rosales.
- Planes para mañana (2010), de Juana Macías.
- Cinco metros cuadrados (2011), de Max Lemcke.
- Adivina quién viene a comer mañana (2012), de Pepe Jordana.
- Gente en sitios (2013), de Juan Cavestany.
- Las ovejas no pierden el tren (2014), de Álvaro Fernández Armero.
- Zipi y Zape y la isla del capitán (2016), de Oskar Santos.
- La estrategia del pequinés (2019), de Elio Quiroga.

## Televisión
- La forja de un rebelde (1990)
- Canguros (1995)
- Médico de familia (1997)
- Más que amigos (1997)
- Hermanas (1998)
- Todos los hombres sois iguales (1998)
- Entre naranjos (1998)
- Periodistas (1999)
- El comisario (1999)
- Compañeros (2000)
- El Pantano (2003)
- De moda (2004)
- Al filo de la ley (2004)
- Hospital Central (2006)
- Círculo rojo (2007)
- Cazadores de hombres (2008)
- Yo soy el Solitario (2008)
- Hay alguien ahí (2009)
- Isabel (2012)
- Gran Hotel (2012) (1 episodio)
- Gran Reserva (2013)
- Bienvenidos al Lolita (2014)
- Buscando el norte (2016)
- El accidente (2017-2018)
- Criminal (España) (2019)
- La caza. Monteperdido (2019)
- Caronte (2020)
- Rapa (2022)
- Amar es para siempre (2022-2023) como Ricardo Rodríguez Valdés
- Todos mienten (2022 - actualidad)

## Teatro
- Réquiem por Yarini (1994), dirigida por Yvonne López.
- El obedecedor (2000), dirigida por Amparo Valle.
- ¡Tú come bollos...! (2002), dirigida por Jorge Bosch.
- La farsa de Gabriel, dirigida por Andoni Cifuentes.
- Le bourgeois gentilhomme, dirigida por Dominique Dupuis.
- Yerma, dirigida por Juan Valdivia.
- Here we are he, dirigida por Pete Opdyke.
- El sexo opuesto, dirigida por Raúl Rubio.
- El método Grönholm (2004), dirigida por Tamzin Townsend.
- Todos eran mis hijos (2010), dirigido por Claudio Tolcachir.
- Speaking in Tongues (Babel) (2012), dirigido por Tamzin Townsend.
- El nombre (2014), dirigido por Gabriel Olivares.
- Invencible (2016)
- El método Grönholm (2020), dirigido por Tamzin Townsend..[1]